# Alexander Belonogoff
Alexander Belonogoff, född 17 april 1990, är en australisk roddare.
Belonogoff tävlade för Australien vid olympiska sommarspelen 2016 i Rio de Janeiro, där han tog silver i scullerfyra. Övriga i roddarlaget var Karsten Forsterling, Cameron Girdlestone och James McRae.